# 偶像大師系列廣播列表
《偶像大師》是萬代南夢宮娛樂（原南夢宮）出品的生活模擬與節奏遊戲系列；除了遊戲外，相關的廣播節目以及廣播劇等周邊衍生計畫亦逐漸展開。為《偶像大師》系列配音的聲優群主持過許多廣播節目，部份仍在放送；廣播節目的媒體包含傳統收音機，以及網路電台。節目主題除了遊戲系列外，也包含《偶像大師》系列衍生動畫《偶像大師 XENOGLOSSIA》、《迷你偶像大師》等作品，亦有與遊戲或動畫無關的廣播節目。廣播內容部份亦被製作成CD或BD發行。為《偶像大師》系列配音的聲優群除了主持廣播節目外，也有錄製廣播劇，做為延伸的劇情；除了直接發行CD的廣播劇外，亦有部分先在網路上首播。

## 廣播節目
| 作品                                                                | |
| ------------------------------------------------------------------- | --- |
| 偶像大師廣播日本首播： 2006年4月9日－2009年7月26日                  | 备注： - 由為遊戲角色三浦梓及如月千早配音的高橋智秋和今井麻美主持。 - 播放於大阪電臺，後由日本古倫美亞發行了六套CD收錄，另有一套以演唱會贈品方式送出。                                                                                      |
| 廣播偶像大師SHOW！網路首播： 2006年4月27日－2007年10月25日          | 备注： - 由為遊戲角色天海春香、如月千早、萩原雪步、高槻彌生配音的中村繪里子、今井麻美、落合祐里香、仁後真耶子主持。 - 為串流在安利美特電視的網路電臺，共77回，後由Frontier Works發行CD收錄。                                                |
| 春香與彌生的彌生式廣播網路首播： 2007年3月9日－2008年2月22日        | 备注： - 《偶像大師 XENOGLOSSIA》的廣播節目，由為該動畫角色天海春香、高槻彌生配音的井口裕香、小清水亞美主持。 - 為串流在Lantis 網路電臺、BEAT 網路電臺！、nifty的網路電臺，後由Lantis發行CD收錄。                                           |
| 網路廣播購物大師網路首播： 2007年3月23日－2007年7月27日             | 备注： - 由為遊戲角色天海春香、星井美希、雙海姊妹配音的中村繪里子、長谷川明子、下田麻美主持。 - 為串流在《偶像大師》官方網站上的網路電臺，共18回。                                                                                          |
| 偶像大師 為你廣播！網路首播： 2007年11月28日－2008年9月24日         | 备注： - 《偶像大師 為你而唱！》的廣播節目，由為該遊戲角色天海春香、如月千早、高槻彌生配音的中村繪里子、今井麻美、仁後真耶子主持。 - 為串流在安利美特電視的網路電臺，後由Frontier Works發行CD收錄。                                         |
| 偶像大師 P.S.製作人網路首播： 2008年10月15日－2009年9月16日         | 备注： - 《偶像大師 SP》的廣播節目，由為該遊戲角色天海春香、星井美希配音的中村繪里子、長谷川明子主持。 - 為串流在安利美特電視的網路電臺，後由Frontier Works發行CD收錄。                                                                     |
| 深情電臺網路首播： 2009年7月11日－2009年8月31日                     | 备注： - 《偶像大師 深情之星》的廣播節目，由為該遊戲角色日高愛、水谷繪理和秋月涼配音的戶松遙、花澤香菜和三瓶由布子主持。 - 為串流在Niconico偶像大師頻道「垂木亭」（たるき亭）的網路電臺，共四回及一回特別篇。                                       |
| 偶像大師電臺！！日本首播： 2009年8月2日－2013年3月31日              | 备注： - 播放於大阪電臺，由為遊戲角色如月千早、我那霸響、四條貴音、萩原雪步配音的今井麻美、沼倉愛美、原由實、淺倉杏美主持。 - 後由日本古倫美亞發行CD收錄。                                                                                  |
| 廣播偶像大師STAR網路首播： 2009年10月8日－2011年3月31日             | 备注： - 為串流在安利美特電視的網路電臺，由為遊戲角色天海春香、高槻彌生、星井美希配音的中村繪里子、仁後真耶子、長谷川明子主持。 - 後由Frontier Works發行CD收錄。                                                                            |
| 偶像大師工作室網路首播： 2011年4月8日－2016年2月20日                | 备注： - 為串流在響廣播電臺的網路電臺，由為遊戲角色天海春香、如月千早配音的中村繪里子、今井麻美主持。 - 另有相關廣播劇《iM@STUDIO》發行。                                                                                                   |
| 廣播偶像大師CHU！！網路首播： 2011年4月21日－2014年11月27日         | 备注： - 《偶像大師2》的廣播節目，由為該遊戲角色高槻彌生、雙海姊妹、星井美希配音的仁後真耶子、下田麻美、長谷川明子主持。 - 為串流在安利美特電視的網路電臺，為該電臺節目《廣播偶像大師STAR》結束後的接續節目，後由Frontier Works發行CD收錄。 |
| 偶像大師 網路廣播網路首播： 2011年12月23日－                        | 备注： - 萬代南夢宮娛樂用於介紹《偶像大師》系列相關新商品用的廣播節目，釋出在Niconico動畫上。 - 由為遊戲角色配音的聲優群主持，前後曾分為許多單元，有不同的副標題，不同的主持群。                                                            |
| 灰姑娘廣播網路首播： 2012年9月5日－2014年12月22日                   | 备注： - 《偶像大師 灰姑娘女孩》的廣播節目，由為遊戲角色島村卯月、澀谷凜、城崎美嘉配音的大橋彩香、福原綾香、佳村遙主持。 - 為串流在響廣播電臺的網路電臺，後發行DVD收錄。                                                                    |
| 迷你偶像大師 增刊號網路首播： 2012年12月27日－2013年3月30日         | 备注： - 《迷你偶像大師》的廣播節目，由為該動畫角色四條貴音、萩原雪步配音的原由實、淺倉杏美主持。 - 為串流在Niconico動畫的網路電臺，共13回。                                                                                                |
| 偶像大師電臺！！＋網路首播： 2013年4月1日－2014年9月29日            | 备注： - 《偶像大師電臺！！》結束後的接續節目，由為遊戲角色我那霸響、四條貴音配音的沼倉愛美、原由實主持。 - 串流在日本文化放送的超!A&G+網路電臺上，後由日本古倫美亞發行CD收錄。                                                             |
| 偶像大師 百萬廣播網路首播： 2013年4月25日－                         | 备注： - 《偶像大師 百萬人演唱會！》的廣播節目，由為該遊戲角色春日未來、箱崎星梨花、最上靜香配音的山崎遙、麻倉桃、田所梓主持。 - 為串流在Niconico動畫的網路電臺，後由Lantis發行CD收錄。                                                     |
| 偶像大師電臺！！！網路首播： 2014年10月1日－                        | 备注： - 《偶像大師電臺！！＋》結束後的接續節目，由為遊戲角色我那霸響、四條貴音配音的沼倉愛美、原由實主持。 - 為串流在Niconico動畫的網路電臺，後由日本古倫美亞發行CD收錄。                                                                  |
| 灰姑娘派對！網路首播： 2014年10月1日－                              | 备注： - 《偶像大師 灰姑娘女孩》的廣播節目，由為遊戲角色本田未央、多田李衣菜配音的原紗友里、青木瑠璃子主持。 - 為串流在Niconico動畫的網路電臺，後由日本古倫美亞發行CD收錄。                                                                 |
| 灰姑娘廣播A網路首播： 2015年1月5日－2016年4月25日                   | 备注： - 《灰姑娘廣播》的接續廣播節目，主持群與之相同。 - 為串流在響廣播電臺和Niconico動畫的網路電臺。 |
| 偶像大師 灰姑娘女孩 魔法鐘點網路首播： 2015年1月9日－2015年10月16日 | 备注： - 於電視動畫《偶像大師 灰姑娘女孩》每集播完該日於手機遊戲《偶像大師 灰姑娘女孩》發佈。並另有特別篇收錄在動畫音樂CD中。 |
| 315事務所之夜！網路首播： 2015年4月3日－                            | 备注： - 《偶像大師 SideM》的廣播節目，由為該遊戲角色天道輝、櫻庭薫、柏木翼配音的仲村宗悟、內田雄馬、八代拓主持。 - 為串流在響廣播電臺和Niconico動畫的網路電臺。                                                                            |
| 灰姑娘廣播☆網路首播： 2016年8月28日－                               | 备注： - 《灰姑娘廣播A》的接續廣播節目，主持模式进行了调整。 - 為串流在響廣播電臺和Niconico動畫的網路電臺。 |

## 廣播劇
| 作品 | |
| --- | --- |
| 偶像大師 廣播劇日本發行： 2005年12月22日－2006年7月21日                                                         | 备注： - 由Frontier Works發行六部。 |
| 偶像大師 廣播劇 新舞臺日本發行： 2006年12月22日－2007年2月25日                                                  | 备注： - 由Frontier Works發行三部。 |
| 偶像大師 XENOGLOSSIA 原生廣播劇日本發行： 2007年6月6日－2007年11月7日                                           | 备注： - 由Lantis發行三部。 |
| 偶像大師 永恆稜鏡日本發行： 2008年12月25日－2009年2月25日                                                       | 备注： - 由Frontier Works發行三部。 |
| 迷你偶像大師日本發行： 2011年4月27日－2011年7月27日                                                             | 备注： - 由Frontier Works發行兩部。 |
| 偶像大師 No Make！網路首播： 2011年7月7日－2011年12月22日                                                       | 备注： - 於電視動畫《偶像大師》每集播完該日於《偶像大師 移動版》、Aniplex、TBS娛樂發佈三種版本。 - 2012年6月8日，在橫濱體育館舉辦的偶像大師七週年演唱會現場販售全75話CD兩部，由日本古倫美亞發行。 |
| 偶像大師 灰姑娘女孩 No Make網路首播： 第一季：2015年1月9日－2015年4月10日 第二季：2015年7月17日－2015年10月16日 | 备注： - 於電視動畫《偶像大師 灰姑娘女孩》每集播完該日於手機遊戲《偶像大師 灰姑娘女孩》發佈。 - 2015年8月2日，在舞濱圓形劇場舉辦的偶像大師 灰姑娘女孩 夏日祭典演唱會現場販售全13話CD兩部。        |
| 偶像大師 No Make＋！網路首播： 2015年4月17日－                                                                  | 备注： - 於電視動畫《偶像大師》每集重播完該日於手機遊戲《偶像大師 百萬人演唱會！》發佈。 |

## 外部連結
- 《偶像大師》整體企劃官方網站